# Oenomaus atesa
Oenomaus atesa is een vlinder uit de familie van de Lycaenidae. De wetenschappelijke naam van de soort werd als Thecla atena in 1867 gepubliceerd door William Chapman Hewitson.

## Synoniemen
- Thecla ocelligera J. & W. Zikán, 1968